# ファヒム パリが見た奇跡
『ファヒム パリが見た奇跡』（原題：Fahim）は、2019年公開のフランスのドラマ映画。
バングラデシュからパリに難民として逃れ、チェスのチャンピオンとなった少年ファヒム・モハンマドの実話の映画化。
ファヒムを演じたアサド・アーメッドは、出演が決まる3ヵ月前に実際にバングラデシュからフランスに移住した。

## あらすじ
バングラデシュに暮らす8歳の少年ファヒムはチェスの大会で勝利を重ね、天才チェス少年として有名になるが、親族が反政府組織に属していたこともあり、やがて彼は妬みの対象となり、ついには殺害の脅迫まで受けるようになる。身の危険を感じたファヒムの父親は、彼を連れてフランスのパリへ国外逃亡、政治難民として難民センターに身を寄せる。
ある日、父親に連れられてチェスのクラブに足を運んだファヒムは、フランスで最も優秀なチェスのコーチの1人であるシルヴァンと出会う。ファヒムはシルヴァンと共にチェスのフランス国内大会で優勝し、難民認定を勝ち取ろうとする。最初は思うように勝利を収められない日々が続くファヒムであったが、彼の才能を確信していたシルヴァンは厳しくも根気強く彼を指導、やがてそれは実を結び、目を見張るような成長を遂げたファヒムとシルヴァンは全国大会への参戦を決意する。
だが、ファヒム父子には強制送還の脅威が迫っていた。それでもファヒムは、自分が勝利すれば、母国に残してきた母親も含めてまた家族で一緒に暮らすことができると信じて、必死で勝負に挑む。

## キャスト
- ファヒム・モハンマド：アサド・アーメッド
- シルヴァン・シャルパンティエ：ジェラール・ドパルデュー
- ヌラ：ミザヌル・ラハマン
- マチルド：イザベル・ナンティ
- ピエール・ゴンム